# Serie A1 2008-2009 (hockey su pista)
La Serie A1 2008-2009 è stata l'86ª edizione (la 60ª a girone unico) del massimo campionato italiano di hockey su pista maschile; la competizione ebbe luogo dal 4 ottobre 2008 al 2 giugno 2009. Lo scudetto fu conquistato dal Bassano 54, che sconfisse i campioni in carica del Follonica Hockey nella finale play-off. Il torneo fu inoltre segnato dalla storica retrocessione subita dall'Hockey Novara: la società più titolata d'Italia, infatti, venne condannata all'ultimo posto in classifica per il mancato rispetto degli obblighi relativi all'attività giovanile.

## Squadre partecipanti
| - AFP Giovinazzo - Amatori Lodi - Bassano 54 - Breganze - Castiglione - CGC Viareggio - Follonica – Campione 2007-2008 (C) | - Forte dei Marmi - GSH Trissino - Hockey Novara - Roller Bassano - Rotellistica 93 Novara – Neopromossa (N) - Seregno – Neopromossa (N) - Valdagno |

## Stagione regolare
Nella stagione regolare, le squadre partecipanti si sono affrontate in un girone unico all'italiana con partite di andata e ritorno.
|    | Stagione regolare          | Punti |                           |
| -- | -------------------------- | ----- | ------------------------- |
| 1  | Follonica (C)              | 61    | Play-off scudetto         |
| 2  | Bassano 54                 | 58    | Play-off scudetto         |
| 3  | CGC Viareggio              | 51    | Play-off scudetto         |
| 4  | Valdagno                   | 46    | Play-off scudetto         |
| 5  | GSH Trissino               | 43    | Play-off scudetto         |
| 6  | Roller Bassano             | 41    | Play-off scudetto         |
| 7  | AFP Giovinazzo             | 35    | Play-off scudetto         |
| 8  | Seregno (N)                | 32    | Play-off scudetto         |
| 9  | Castiglione                | 27    |                           |
| 10 | Amatori Lodi               | 26    |                           |
| 11 | Breganze                   | 25    | Play-out                  |
| 12 | Rotellistica 93 Novara (N) | 18    | Retrocessione in Serie A2 |
| 13 | Forte dei Marmi            | 17    | Retrocessione in Serie A2 |
| 14 | Hockey Novara              | 0     | Retrocessione in Serie A2 |

1. ↑  L'Hockey Novara è stato penalizzato di tutti i punti conquistati (30) per l'inadempienza della società nei confronti degli obblighi in materia di attività giovanile; per questo motivo, le retrocessioni sono state portate a tre, mentre una sola squadra ha preso parte ai play-out.

## Play-out
Nei play-out, il Breganze incontrò il Montebello, formazione proveniente dal campionato di Serie A2.

### Turno unico

#### Breganze vs. Montebello
| Montebello Vicentino 28 aprile 2009 | Montebello | 2 – 3 | Breganze |  |

| Breganze 5 maggio 2009 | Breganze | 6 – 3 | Montebello |  |

## Play-off scudetto
Le prime otto classificate della stagione regolare disputarono i play-off scudetto (quarti e semifinali al meglio delle tre partite; finale al meglio delle cinque).

### Tabellone
|  | Quarti di finale | Quarti di finale | Quarti di finale  | Quarti di finale | Quarti di finale |                   |               | Semifinali | Semifinali | Semifinali | Semifinali | Semifinali |  |  | Finale | Finale    | Finale | Finale | Finale | Finale | Finale |
|  |                  |                  |                   |                  |                  |                   |               |            |            |            |            |            |  |  |        |           |        |        |        |        |        |
|  | 1                | Follonica        | 5                 | 7                |                  |                   |               |            |            |            |            |            |  |  |        |           |        |        |        |        |        |
|  | 8                | Seregno          | 0                 | 3                |                  |                   |               |            |            |            |            |            |  |  |        |           |        |        |        |        |        |
|  | 8                | Seregno          | 0                 | 3                |                  | 1                 | Follonica     | 3          | 4          |            |            |            |  |  |        |           |        |        |        |        |        |
|  |                  |                  |                   |                  |                  | 1                 | Follonica     | 3          | 4          |            |            |            |  |  |        |           |        |        |        |        |        |
|  |                  | 5                | Marzotto Valdagno | 2                | 0                |                   |               |            |            |            |            |            |  |  |        |           |        |        |        |        |        |
|  | 4                | 5                | Marzotto Valdagno | 2                | 0                | Marzotto Valdagno | 2             | 1          | 4          |            |            |            |  |  |        |           |        |        |        |        |        |
|  | 4                |                  |                   |                  |                  | Marzotto Valdagno | 2             | 1          | 4          |            |            |            |  |  |        |           |        |        |        |        |        |
|  | 5                | Trissino         | 5                 | 0                | 1                |                   |               |            |            |            |            |            |  |  |        |           |        |        |        |        |        |
|  |                  |                  |                   |                  |                  |                   |               |            |            |            |            |            |  |  | 1      | Follonica | 3      | 2      | 7      | 2      |        |
|  |                  |                  | 2                 | Bassano 54       | 6                | 6                 | 4             | 3          |            |            |            |            |  |  |        |           |        |        |        |        |        |
|  | 3                | CGC Viareggio    | 3                 | 4                |                  |                   |               |            |            |            |            |            |  |  |        |           |        |        |        |        |        |
|  | 6                | Roller Bassano   | 0                 | 2                |                  |                   |               |            |            |            |            |            |  |  |        |           |        |        |        |        |        |
|  | 6                | Roller Bassano   | 0                 | 2                |                  | 3                 | CGC Viareggio | 1          | 3          |            |            |            |  |  |        |           |        |        |        |        |        |
|  |                  |                  |                   |                  |                  | 3                 | CGC Viareggio | 1          | 3          |            |            |            |  |  |        |           |        |        |        |        |        |
|  |                  | 2                | Bassano 54        | 2                | 4                |                   |               |            |            |            |            |            |  |  |        |           |        |        |        |        |        |
|  | 2                | 2                | Bassano 54        | 2                | 4                | Bassano 54        | 3             | 5          | 4          |            |            |            |  |  |        |           |        |        |        |        |        |
|  | 2                |                  |                   |                  |                  | Bassano 54        | 3             | 5          | 4          |            |            |            |  |  |        |           |        |        |        |        |        |
|  | 7                | AFP Giovinazzo   | 2                 | 6                | 0                |                   |               |            |            |            |            |            |  |  |        |           |        |        |        |        |        |

### Quarti di finale

#### (1) Follonica vs. (8) Seregno
| Seregno 25 aprile 2009 | Seregno | 0 – 5 | Follonica |  |

| Follonica 5 maggio 2009 | Follonica | 7 – 3 | Seregno |  |

#### (4) Valdagno vs. (5) GSH Trissino
| Trissino 28 aprile 2009 | GSH Trissino | 5 – 2 | Valdagno |  |

| Valdagno 5 maggio 2009 | Valdagno | 1 – 0 | GSH Trissino |  |

| Valdagno 7 maggio 2009 | Valdagno | 4 – 1 | GSH Trissino |  |

#### (3) CGC Viareggio vs. (6) Roller Bassano
| Bassano del Grappa 28 aprile 2009 | Roller Bassano | 0 – 3 | CGC Viareggio |  |

| Viareggio 5 maggio 2009 | CGC Viareggio | 4 – 2 | Roller Bassano |  |

#### (2) Bassano 54 vs. (7) AFP Giovinazzo
| Giovinazzo 25 aprile 2009 | AFP Giovinazzo | 2 – 3 | Bassano 54 |  |

| Bassano del Grappa 5 maggio 2009 | Bassano 54 | 5 – 6 | AFP Giovinazzo |  |

| Bassano del Grappa 7 maggio 2009 | Bassano 54 | 4 – 0 | AFP Giovinazzo |  |

### Semifinali

#### (1) Follonica vs. (4) Valdagno
| Valdagno 9 maggio 2009 | Valdagno | 2 – 3 (d.t.s.) | Follonica |  |

| Follonica 16 maggio 2009 | Follonica | 4 – 0 | Valdagno |  |

#### (2) Bassano 54 vs. (3) CGC Viareggio
| Viareggio 9 maggio 2009 | CGC Viareggio | 1 – 2 | Bassano 54 |  |

| Bassano del Grappa 15 maggio 2009 | Bassano 54 | 4 – 3 (d.t.s.) | CGC Viareggio |  |

### Finale

#### (1) Follonica vs. (2) Bassano 54
| Bassano del Grappa 22 maggio 2009 | Bassano 54 | 6 – 3 | Follonica |  |

| Follonica 26 maggio 2009 | Follonica | 2 – 6 | Bassano 54 |  |

| Follonica 30 maggio 2009 | Follonica | 7 – 4 | Bassano 54 |  |

| Bassano del Grappa 2 giugno 2009 | Bassano 54 | 3 – 2 | Follonica |  |

## Verdetti

### Squadra campione d'Italia
- Bassano 54

### Squadre qualificate all'Eurolega 2009-2010
- Bassano 54
- Follonica
- Valdagno
- CGC Viareggio

### Squadre qualificate alla Coppa CERS 2009-2010
- Roller Bassano
- AFP Giovinazzo
- Seregno
- Amatori Lodi

### Squadre retrocesse in Serie A2
- Hockey Novara (dopo la stagione regolare, a tavolino)
- Forte dei Marmi (dopo la stagione regolare; successivamente ripescato in seguito alla mancata iscrizione del Castiglione e alla rinuncia della Rotellistica 93 Novara)
- Rotellistica 93 Novara (dopo la stagione regolare)

## Cannonieri
Mirko Bertolucci ( Follonica), con 46 reti.